# 3rd Live-International Tour tro ar bed
3rd Live-International Tour tro ar bed è un album live di Alan Stivell, pubblicato dalla CBS Records nel 1979.

## Tracce
Lato A
1. Ar C'Hoant Dimezin (Vouloir se marier/I Want to Marry) – 3:51 (Brano tradizionale (bretone), arrangiamenti di Alan Stivell)
2. Rouantelezh Vreizh (Le royaume de Bretagne/The Breton Kingdom) – 3:36 (Alan Stivell)
3. Dugelezh Vreizh (Le Duché de Bretagne/The Breton Duchy) – 3:24 (Tratto da una storia bretone, arrangiamento e adattamento di Alan Stivell)
4. Stok Ouzh An Enez (En vue de l'île/Close to the Island) – 6:11 (Y Gwernig, Alan Stivell)
5. Liegemen of the Trembing Slopes (Hommes liges des talus en transe) – 5:44 (Paol Keineg, Alan Stivell)

Lato B
1. We Shall Survive – 5:07 (Alan Stivell)
2. Cailin Og Deas (Un jeune et jolie fille/Bonny Lassie) – 1:59 (Brano tradizionale (irlandese), arrangiamenti di Alan Stivell)
3. O'Carolan's Farewell/The Musical Priest – 3:24 (Brani tradizionali (irlandesi), arrangiamenti di Alan Stivell)
4. An Nighean Dubh (La fille aux cheveux noirs/The Black Haired Girl) – 4:22 (Brano tradizionale (scozzese), arrangiamenti di Alan Stivell)
5. Fest-Hypnoz – 4:51 (Brano tradizionale (bretone), arrangiamenti di Alan Stivell)

## Musicisti
- Alan Stivell - voce, arpa, cornamusa, bombarda, flauti, tastiere, arrangiamenti
- Padrig Kerre - fiddle, mandola
- Mark Perru - chitarre, voce
- Chris Hayward - flauti, percussioni
- Mikael Ar Valy - basso
- Christian Piget - tastiere
- Ujan Herve - batteria
- Gérard Trevignon - ingegnere del suono